# Ostendorf (Wüstung)

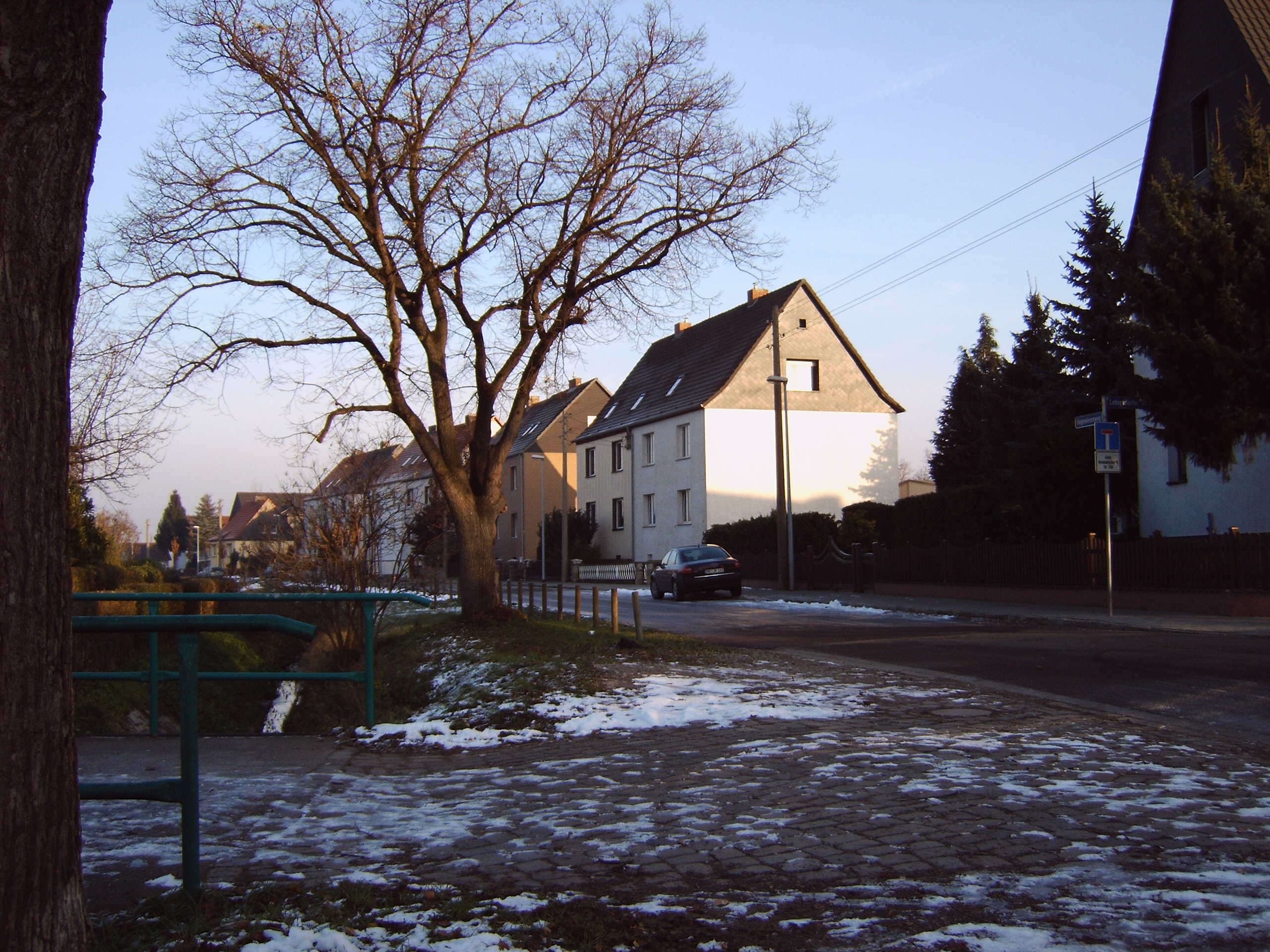
Ungefähres Gebiet der Wüstung, Hegewiesenweg im Jahr 2005

Ostendorf war ein Dorf auf dem heutigen Gebiet der Stadt Magdeburg, im jetzigen Stadtteil Alt Olvenstedt.
Ostendorf lag nur wenig östlich des Dorfes Olvenstedt, südlich des Bachlaufes der Großen Sülze etwa im Wohngebiet um die Lebersdorfer und Ostendorfer Straße. Geographische Lage (geschätzt nach der Karte von Gustav Reischel): 52° 9′ 31″ N, 11° 34′ 34″ O. 
Wie mehrere andere Orte in der Region auch, wurde Ostendorf noch im Mittelalter von seinen Bewohnern aufgegeben und zur Wüstung. Heute erinnert an Ostendorf noch die Benennung einer in dem Gebiet liegenden Straße als Ostendorfer Straße.

## Quelle
- Gustav Reischel: Geschichtliche Karte der Kreise Wolmirstedt und Wanzleben. Graphische Kunst-Anstalt Louis Koch, Halberstadt 1912, (1:100.000).